# Achaearanea zonensis
Achaearanea zonensis är en spindelart som beskrevs av Claude Lévi 1959. Achaearanea zonensis ingår i släktet Achaearanea och familjen klotspindlar. Inga underarter finns listade i Catalogue of Life.